# Cornelis Speelman (1628-1684)
Cornelis Janszoon Speelman (Rotterdam, 3 maart 1628 – Batavia, 11 januari 1684) was van 1681 tot 1684 gouverneur-generaal van de Vereenigde Oostindische Compagnie (VOC). 
Speelman werkte zich op van boekhouder-koopman tot schepen en gouverneur. Vervolgens was hij admiraal ter zee en expeditieleider. In zijn periode als gouverneur-generaal werden de sultanaten van Ternate, Makassar en Bantam definitief onderworpen. Volgens Wolter Robert van Hoevell behoorde hij tot de kundigste (bestuurs)ambtenaren die in de Oost hebben gefunctioneerd.

## Biografie
Cornelis Speelman werd geboren op 3 maart 1628 als zoon van een Rotterdamse koopman en was een telg uit de familie Speelman. Al op zijn 16de vertrok hij aan boord van de Hillegersberg als assistent in dienst van de VOC naar Java. Hij kwam in mei 1645 in Batavia aan. 

### Batavia
In 1648 werd Speelman boekhouder, in 1649 onderkoopman. In 1651 werd hij secretaris van de Raad van Indië. In datzelfde jaar reisde hij met gezant Joan Cunaeus naar Perzië en schreef daarover een reisverslag. Hij bezocht de ruïne van Darius in Persepolis en maakte een feestelijk ontvangst door de sjah Abbas II mee. Nog voor het einde van zijn reis werd hij in 1652 tot koopman bevorderd. Terug in Batavia werkte hij op het kantoor van de boekhouder-generaal die hij lange tijd waarnam en uiteindelijk in 1657 opvolgde. Ondertussen was hij in 1653 getrouwd met de vijftienjarige Petronella Maria Wonderaer, dochter van de ontvanger-generaal/havenmeester Sebald Wonderaer. In 1659 werd Speelman "kapitein over de compagnie pennisten" in Batavia. In 1661 werd hij schepen van Batavia.

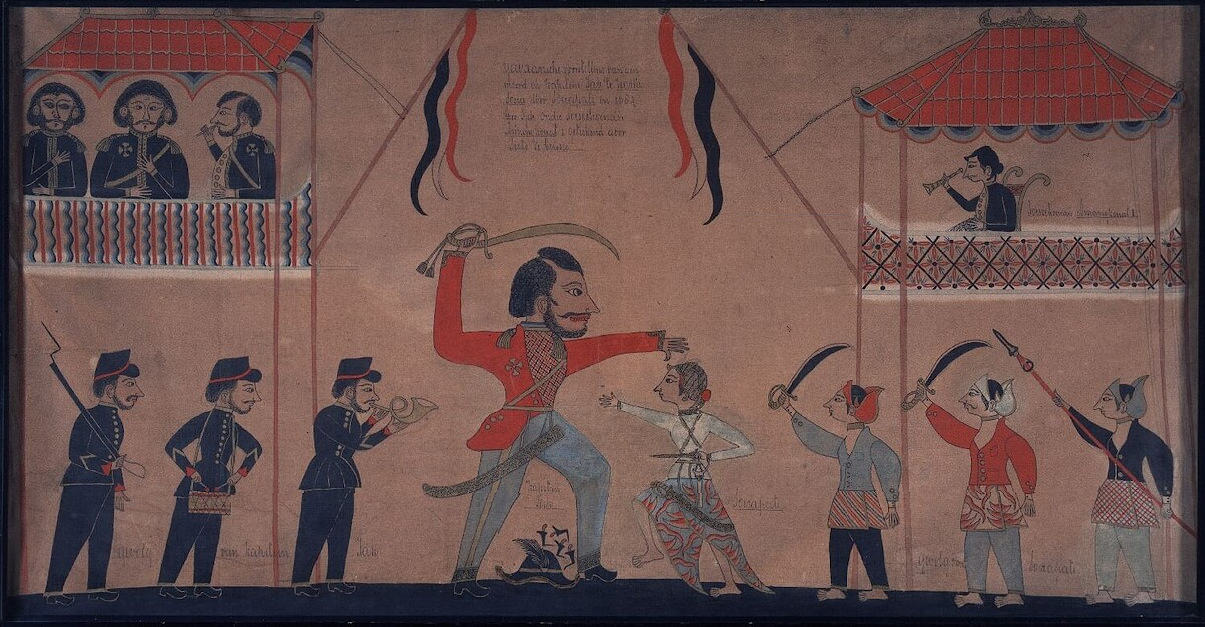
Schildering voorstellende de moord op kapitein Tack in Kartasura (1684), collectie Wereldmuseum Amsterdam

### Coromandel
Op 12 juni 1663 werd Cornelis Speelman door Joan Maetsuycker aangesteld als gouverneur en directeur van Coromandel. In september 1665 werd hij echter geschorst door de Heren XVII op beschuldiging van particuliere handel. Hij had een diamant gekocht voor zijn vrouw die doorverkocht werd omdat ze hem niet mooi vond. Ondanks zijn krachtig protest werd hij door het gerecht in Batavia om een voorbeeld te stellen veroordeeld tot een schorsing van vijftien maanden en een boete van 3.000 gulden. 

### Expedities (Makasar, Java)
In 1666 volgde Speelman's benoeming tot admiraal en superintendent van een expeditie naar Makassar (Zuid-Celebes). Op 18 november 1667 sloot hij het Verdrag van Bongaja. In hetzelfde jaar werd hij benoemd tot commissaris over Ambon, de Banda-eilanden en Ternate (de Molukken) en werd hij extra-ordinaris (raadgevend) lid van de Raad van Indië. In 1669 ging hij opnieuw als admiraal naar Makassar en onderwierp het rijk volledig. In 1670 werd hij daarvoor met een gouden keten met medaille beloond.

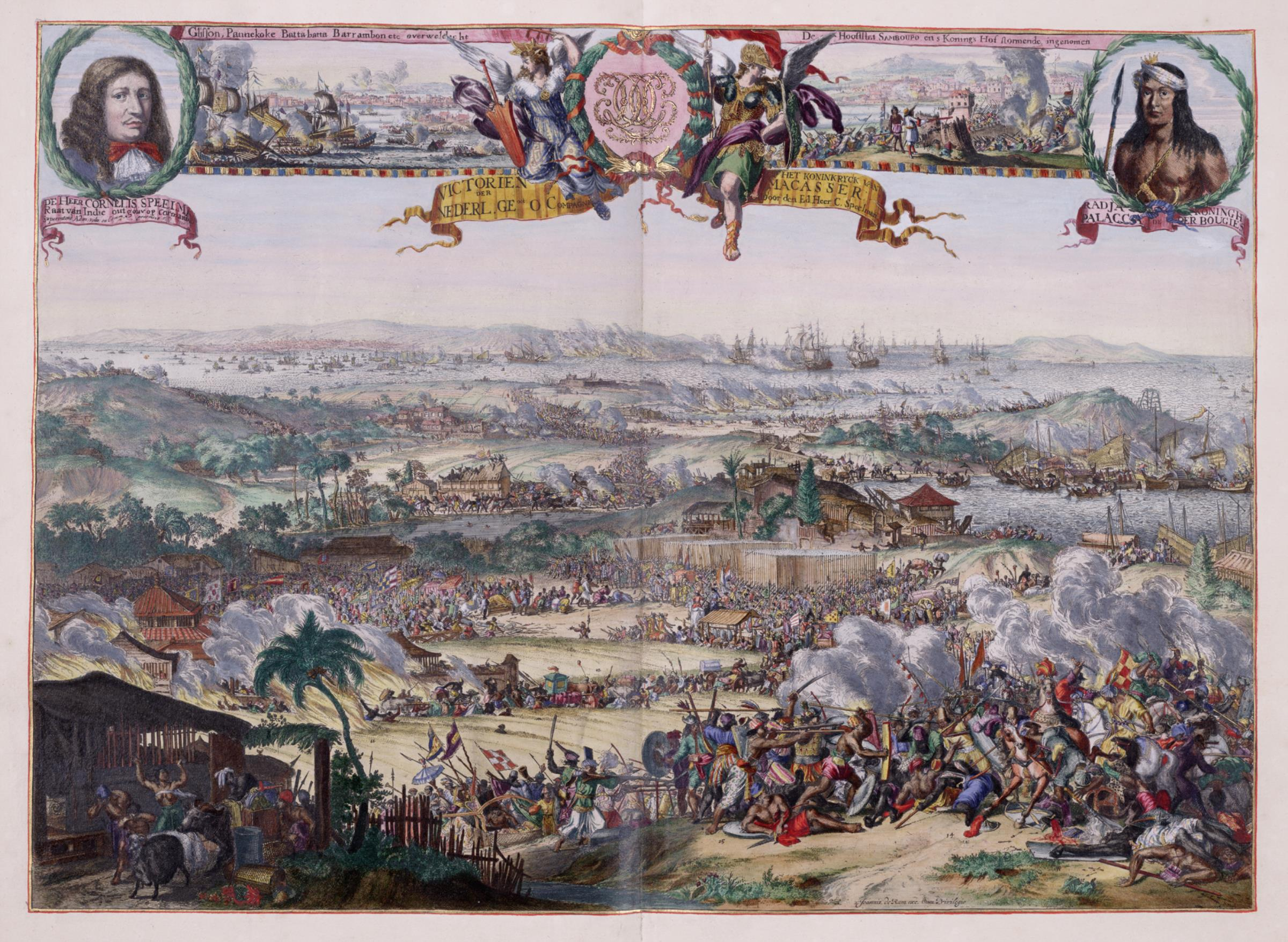
Verovering van Makassar door Speelman, 1666-1669.

Op 23 maart 1671 trad hij toe tot de Raad van Indië. Het jaar daarop is Speelman admiraal van een vloot tegen de Fransen. 
In december 1676 ging hij als leider van een expeditie naar Midden-Java omdat Amangkoerat II van Mataram de soesoehoenan van Mataram in het nauw kwam; en Speelman moest de alliantie met Mataram redden. Op Java's oostkust trok hij ten strijde tegen Trunojoyo en veroverde Soerabaja (Oost-Java). Het zou enige tijd duren voordat de rust er zich herstelde. 

### Gouverneur-Generaal
Eind 1677 werd Speelman naar Batavia teruggeroepen en op 18 januari 1678 benoemd tot eerste raad en directeur-generaal van Indië. Eveneens in 1678 werd hij aangesteld tot president van het college van schepenen in Batavia. Op 29 oktober 1680 volgde zijn benoeming tot gouverneur-generaal; in die functie volgde hij op 25 november 1681 Rijcklof van Goens op.
Tijdens het bestuur van Cornelis Speelman als gouverneur-generaal werd de sultan van Ternate (Noord-Molukken) onderworpen. Vervolgens stond de sultan de landen die tot zijn rijk behoorden aan de VOC in eigendom af.
In 1680 verklaarde het Sultanaat Bantam (West-Java) de VOC de oorlog. In 1683 gaf het zich over. De Engelsen verdwenen in 1684 uit Bantam en verhuisden naar het voor hen veel ongunstiger gelegen Benkoelen.
Cornelis Speelman overleed in het kasteel te Batavia. De begrafenis vond plaats met grote luister en kosten noch moeite werden gespaard. Hij is in de Kruiskerk begraven waarbij 229 kanonschoten werden gelost. Joannes Camphuys volgde hem op als gouverneur-generaal.

## Bron
- Stapel, F.W. (1941) Gouverneurs-Generaal van Nederlandsch-Indië, p. 33.

Gouverneur-generaal van de VOC

Both · 
Gerard Reynst · 
Reael · 
Coen · 
Carpentier · 
Coen · 
Specx · 
Brouwer · 
Van Diemen · 
Van der Lijn · 
Carel Reyniersz · 
Maetsuycker · 
Rijcklof van Goens · 
Speelman · 
Camphuys · 
Van Outhoorn · 
Van Hoorn · 
Van Riebeeck · 
Van Swol · 
Zwaardecroon · 
De Haan · 
Durven · 
Van Cloon · 
Patras · 
Valckenier · 
Thedens · 
Van Imhoff · 
Mossel · 
Van der Parra · 
Van Riemsdijk · 
De Klerk · 
Alting

 

Gouverneur-generaal van staatswege

Van Overstraten · 
Siberg · 
Wiese · 
Daendels · 
(Britse interventie: Raffles en Fendall) · 
Van der Capellen · 
De Kock · 
Du Bus de Gisignies · 
Van den Bosch · 
Baud · 
De Eerens · 
Van Hogendorp · 
Merkus · 
Jan Reijnst · 
Rochussen · 
Duymaer van Twist · 
Pahud · 
Prins · 
Sloet van de Beele · 
Prins · 
Mijer · 
Loudon · 
Van Lansberge · 
s'Jacob · 
Van Rees · 
Pijnacker Hordijk · 
Van der Wijck · 
Rooseboom · 
Van Heutsz · 
Idenburg · 
Van Limburg Stirum · 
Fock · 
De Graeff · 
De Jonge · 
Tjarda van Starkenborgh Stachouwer
- Biografisch Portaal: 25982558
- Digitale Bibliotheek voor de Nederlandse Letteren: spee011
- Gemeinsame Normdatei: 101383878
- International Standard Name Identifier: 0000 0000 6144 8766
- Library of Congress Control Number: nb2015011799
- Nederlandse Thesaurus van Auteursnamen: 070669120
- Système universitaire de documentation: 126214638
- Virtual International Authority File: 375080
- WorldCat: E39PBJwdbPjGxktg7RHkQ9f8YP